# Petrocephalus tenuicauda
Petrocephalus tenuicauda is een  straalvinnige vissensoort uit de familie van tapirvissen (Mormyridae). De wetenschappelijke naam van de soort is voor het eerst geldig gepubliceerd in 1894 door Steindachner.
De soort staat op de Rode Lijst van de IUCN als niet bedreigd, beoordelingsjaar 2006.